# CD Cacahuatique
Club Deportivo Cacahuatique – salwadorski klub piłkarski z siedzibą w mieście Ciudad Barrios, w departamencie San Miguel. Występuje w rozgrywkach Primera División. Domowe mecze rozgrywa na obiekcie Estadio Municipal Chapeltique.

## Historia
Klub został założony w 1968 roku. Nosi historyczną nazwę miasta Ciudad Barrios.
W 2019 roku zespół awansował do drugiej ligi salwadorskiej. Występował w niej przez pięć lat, po czym w 2024 roku wywalczył historyczny awans do salwadorskiej Primera División, pokonując w decydującym meczu barażowym Titán (1:1, 4:3 k.).